# Шурале (мультфильм)
«Шурале» — рисованный мультипликационный фильм. Подзаголовок мультфильма: по мотивам татарских народных сказок, поверий, примет. В фильме использована татарская народная музыка.
По мотивам одноимённой поэмы татарского поэта Габдуллы Тукая, портрет которого зритель видит в титрах мультфильма.

## Сюжет
Парень сидел на берегу ручья и разглядывал насекомых, сновавших по большому листу лопуха. Корова съела лист, и парень пошёл домой. Там все занимались обычными сельскими делами. Пёс утащил из сарая копчёного гуся, другой пёс стал отнимать. Поднялся переполох, и все решили, что это проделки шурале! Парень отправился за дровами в лес, и там ему в каждой качающейся ветке и в каждом сухом дереве мерещился шурале. Но он преодолел свой страх, набрал большую вязанку сухих веток и вернулся домой.

## Создатели
| автор сценария             | Марат Акчурин |
| кинорежиссёр               | Галина Баринова |
| художник-постановщик       | Галина Петрова |
| кинооператор               | Михаил Друян |
| звукооператор              | Владимир Кутузов |
| художники-мультипликаторы: | Галина Золотовская, Елена Малашенкова, Ольга Орлова, Виолетта Колесникова, Дмитрий Куликов, Владимир Вышегородцев, Иосиф Куроян |
| художники:                 | Виктория Макина, Людмила Бирюкова, Д. Горяченков                                                                                |
| ассистент режиссёра        | Галина Андреева |
| монтажёр                   | Елена Белявская |
| редактор                   | Андрей Вяткин |
| директор съёмочной группы  | Любовь Бутырина |

## Художественные особенности
В мультфильме произносится только одно слово: «Шурале», весь мультфильм звучит музыка и издаёт звуки.

## Переиздания на DVD
Мультфильм неоднократно переиздавался на DVD в сборниках мультфильмов:
- «Лукоморье», «Союзмультфильм», дистрибьютор «Союз», мультфильмы на диске: «Похитители красок» (1959), «Ивашка из Дворца пионеров» (1981), «Уважаемый леший» (1988), «Глаша и кикимора» (1992), «Маленькая колдунья» (1991), «Шурале» (1987).[1]